# Josefine Ridell
Josefine Ridell, född 22 maj 1997 i Malmöstadsdelen Oxie, är en svensk sångerska som år 2010 representerade Sverige i Junior Eurovision Song Contest i Vitrysslands huvudstad Minsk.
Den 1 oktober 2010 meddelades det att Ridell valts att representera Sverige i Junior Eurovision Song Contest med låten "Allt jag vill ha", vilken presenterades den 25 oktober. Tävlingen ägde rum den 20 november samma år. Musikstycket "Allt jag vill ha" är skrivet av Robert Uhlmann, Thomas G:son, Arash Labaf och Johan Bejerholm, samt av Ridell själv. Vid finalen i Minsk fick hon 48 poäng, vilket innebar en 11:e plats bland de sammanlagt fjorton deltagarna.